# Liste des châteaux de l'Ardèche
La liste des châteaux de l'Ardèche recense de manière non exhaustive les mottes castrales ou châteaux de terre, les châteaux, château fort ou château de plaisance, les châteaux viticoles, les maisons fortes, les manoirs, situés dans le département français de l'Ardèche. Il est fait état des inscriptions et classements au titre des monuments historiques.
Les châteaux de l'Ardèche sont longtemps restés au cœur de la région. Dès le Moyen Âge le relief régional facilite la création de châteaux qui surveillent les lieux de passage, le long de la vallée du Rhône : Rochemaure, Crussol, Tournon, La Voulte-sur-Rhône ; ou perchés sur des éperons rocheux : Ventadour, Mirabel, Rochecolombe...  Les villages se forment autour de ces châteaux, c'est ainsi que naissent Annonay, Le Cheylard, Privas, Aubenas, Largentière, Joyeuse. Quand la paix s'établit après les guerres religieuses, les gentilshommes se tapissent dans d'imposantes maisons fortes. Le pays se couvre alors de solides bâtisses, atypiques avec leurs grosses tours rondes, centres d'activités agricoles et prêtes à la défense. C'est au XIXe siècle que les châteaux deviennent véritablement demeures de plaisance ; durant l'ère industrielle, on voit l'éclosion de la "ceinture dorée" des châteaux d'Annonay, résidences et demeures bourgeoises. 
Des châteaux médiévaux, aux ruines majestueuses en passant par les grosses demeures seigneuriales dans les campagnes, l'Ardèche regroupe aujourd'hui un patrimoine remarquable de ces demeures qui ont fait l'histoire.

## Liste
| Icône            | Signification    | Abréviations             | Abréviations                  | Abréviations             | Abréviations           |
| ---------------- | ---------------- | ------------------------ | ----------------------------- | ------------------------ | ---------------------- |
| Château fort     | Château fort     | = Bastide                | = Ferme fortifiée             | = Maison forte           | = (Néo-)Palladianisme  |
| Renaissance      | Renaissance      | = Château gascon         | = Folie (montpelliéraine)     | = Manoir, Gentilhommière | = Résidence épiscopale |
| Domaine viticole | Domaine viticole | = Classicisme, classique | = Forteresse, fort(ification) | = Maison (noble)         | = Style Beaux-Arts     |
| Palais           | Palais           | = Commanderie            | = Gothique (flamboyant)       | = Néo-baroque            | = Style Second Empire  |
| Ruine ou disparu | Ruine, disparu   | = Château pinardier      | = Hôtel particulier           | = Néo-classique          | = Style italianisant   |
|                  |                  | = Demeure seigneuriale   | ... = Style Louis XII...XVI   | = Néo-gothique           | = Style troubadour     |
|                  |                  | = Éclectisme             | = Logis (seigneurial)         | = Néo-Renaissance        | = Villa (de Nice)      |
| Baroque, rococo  | Baroque, rococo  | = Édifice religieux      | = Motte castrale/féodale      | = Pavillon de chasse     | = Styles du XXe siècle |

| Type                                            | Château                                       | Commune                     | Protection                               | Notes | Coordonnées                      | Illustration          |
| ----------------------------------------------- | --------------------------------------------- | --------------------------- | ---------------------------------------- | --- | -------------------------------- | --------------------- |
| Château fort · Renaissance                      | Château d'Alba-la-Romaine                     | Alba-la-Romaine             | Inscrit MH (1939) · Notice no IA00047937 | XIe siècle - XVIIe siècle Accueille aujourd'hui des expositions d'arts                                                            | 44° 33′ 19″ nord, 4° 35′ 57″ est |                       |
|                                                 | Château d'Aleyrac                             | Saint-Vincent-de-Barrès     |                                          | |                                  |                       |
|                                                 | Château d'Antoulin                            | Champis                     |                                          | |                                  |                       |
|                                                 | Château d'Anty                                | Roiffieux                   |                                          | |                                  |                       |
|                                                 | Château d'Arlebosc                            | Arlebosc                    |                                          | |                                  |                       |
| Château fort · Ruine ou disparu                 | Château d'Arras-sur-Rhône                     | Arras-sur-Rhône             | Inscrit MH (1927) · Notice no PA00116629 | | 45° 08′ 29″ N, 4° 48′ 16″ E      |                       |
| Château fort · Renaissance                      | Château d'Aubenas                             | Aubenas                     | Classé MH (1943) · Notice no PA00116631  | XIIe siècle - XVIIIe siècle. Hôtel de ville, abrite des expositions d'art. Se visite                                              | 44° 22′ 17″ nord, 4° 13′ 57″ est |                       |
|                                                 | Château d'Aubignas                            | Aubignas                    |                                          | |                                  |                       |
|                                                 | Château de Baix                               | Baix                        |                                          | |                                  |                       |
|                                                 | Château de Balazuc                            | Balazuc                     | Inscrit MH (1927) · Notice no PA00116641 | XIe siècle - XIXe siècle Aujourd'hui maison d'hôtes                                                                               | 44° 18′ 12″ nord, 4° 13′ 20″ est |                       |
| Ruine ou disparu                                | Château de la Balme de Montbrun               | Saint-Gineis-en-Coiron      |                                          | Seuls quelques modestes ruines sont encore visibles                                                                               | 44° 36′ 53″ N, 4° 32′ 39″ E      |                       |
| Ruine ou disparu                                | Château de Banne                              | Banne                       |                                          | XIe siècle - XVIIIe siècle. Détruit en 1792. Subsistent quelques pans de murs, un bel escalier et les écuries.                    | 44° 13′ 15″ nord, 4° 05′ 32″ est |                       |
|                                                 | Château des Bardons                           | Eclassan                    |                                          | |                                  |                       |
|                                                 | Château de La Bâtie de Crussol                | Champis                     |                                          | |                                  |                       |
|                                                 | Château de Bayard                             | Bogy                        |                                          | |                                  |                       |
| Ruine ou disparu                                | Château de Beauchastel                        | Beauchastel                 |                                          | XIIe siècle. Détruit lors des guerres de Religion. Subsiste un pan de mur.                                                        |                                  |                       |
| Ruine ou disparu                                | Château de Beaudiner                          | Saint-André-en-Vivarais     |                                          | |                                  |                       |
| Manoir, gentilhommière                          | Château Beaumarais                            | Roiffieux                   |                                          | |                                  |                       |
| Château fort                                    | Château de Beaume                             | Saint-André-en-Vivarais     | Inscrit MH (1974) · Notice no PA00116776 | XVe siècle | 44° 03′ 42″ nord, 4° 15′ 10″ est |                       |
|                                                 | Château de Beaumefort                         | Saint-Alban-Auriolles       | Inscrit MH (2009) · Notice no PA07000016 | XIVe siècle, propriété privée | 44° 15′ 12″ nord, 4° 10′ 26″ est |                       |
| Manoir, gentilhommière                          | Château de Beauregard                         | Saint-Péray                 |                                          | XVIIe siècle - XXe siècle, propriété du diocèse de Viviers.                                                                       | 44° 33′ 49″ nord, 4° 30′ 17″ est |                       |
|                                                 | Château de Belle Combe                        | Saint-Jean-de-Muzols        |                                          | XIIIe siècle, aujourd'hui gîte d’hébergement                                                                                      |                                  |                       |
| Manoir, gentilhommière                          | Château Bernaudin                             | Annonay                     |                                          | |                                  |                       |
| Palais                                          | Château de Bernis                             | Saint-Marcel-d'Ardèche      |                                          | XVIIe siècle - XVIIIe siècle |                                  |                       |
| Château fort                                    | Château de Berzème                            | Berzème                     | Inscrit MH (1997) · Notice no PA07000004 | XVe siècle | 44° 23′ 27″ nord, 4° 20′ 24″ est |                       |
|                                                 | Château de Bessas                             | Bessas                      |                                          | |                                  |                       |
| Château fort                                    | Château du Besset                             | Saint-Prix                  |                                          | |                                  |                       |
| Château fort                                    | Château du Besset                             | Saint-Romain-de-Lerps       |                                          | |                                  |                       |
|                                                 | Château de Bessin                             | Gilhoc-sur-Ormèze           |                                          | | 44° 59′ 18″ nord, 4° 40′ 47″ est |                       |
|                                                 | Château du Bijou                              | Chomérac                    |                                          | XVIIIe et XIXe siècles | 44° 24′ 49″ nord, 4° 23′ 26″ est |                       |
|                                                 | Château de Blacieux                           | Talencieux                  |                                          | |                                  |                       |
|                                                 | Château des Blancs                            | Eclassan                    |                                          | |                                  |                       |
|                                                 | Château de Blou                               | Thueyts                     |                                          | XIIe et XVIIIe siècles | 44° 24′ 13″ nord, 4° 07′ 56″ est |                       |
|                                                 | Château de Boffres                            | Boffres                     |                                          | |                                  |                       |
|                                                 | Château du Bois                               | Chomérac                    |                                          | |                                  |                       |
|                                                 | Château de La Borie                           | Pradons                     |                                          | |                                  |                       |
|                                                 | Château des Boscs                             | Gilhoc-sur-Ormèze           |                                          | XVIIe siècle | 44° 59′ 24″ nord, 4° 38′ 56″ est |                       |
| Château fort                                    | Château du Bosquet                            | Saint-Martin-d'Ardèche      | Inscrit MH (2003) · Notice no PA00116794 | XVIe siècle | 44° 10′ 32″ nord, 4° 21′ 00″ est |                       |
| Ruine ou disparu                                | Château de Boulogne                           | Saint-Michel-de-Boulogne    | Classé MH (1915) · Notice no PA00116798  | XIe et XVIe siècles, propriété privée                                                                                             | 44° 24′ 45″ nord, 4° 15′ 44″ est |                       |
|                                                 | Château de Bournet                            | Grospierres                 |                                          | |                                  |                       |
| Château fort                                    | Château du Bousquet                           | Saint-Laurent-du-Pape       | Inscrit MH (1975) · Notice no PA00116792 | XVIe et XVIIIe siècles | 44° 29′ 37″ nord, 4° 27′ 18″ est |                       |
|                                                 | Château de Boze                               | Bozas                       |                                          | |                                  |                       |
|                                                 | Château de Brénieux                           | Saint-Romain-d'Ay           |                                          | | 45° 10′ 14″ nord, 4° 41′ 30″ est |                       |
|                                                 | Château du Bret                               | Saint-Péray                 |                                          | |                                  |                       |
|                                                 | Château de Brion                              | Saint-Laurent-du-Pape       |                                          | |                                  |                       |
| Ruine ou disparu                                | Château de Brion                              | Jaunac                      |                                          | |                                  |                       |
|                                                 | Tour de Brison                                | Sanilhac                    |                                          | | 44° 32′ 43″ N, 4° 12′ 59″ E      |                       |
| Ruine ou disparu                                | Château de Brison                             | Sanilhac                    |                                          | |                                  |                       |
|                                                 | Château de Brogieux                           | Roiffieux                   |                                          | XVIe et XVIIIe siècles | 44° 07′ 48″ nord, 4° 23′ 06″ est |                       |
| Château fort                                    | Château du Bruget                             | Jaujac                      | Inscrit MH (1954) · Notice no PA00116711 | | 44° 22′ 33″ nord, 4° 08′ 39″ est |                       |
| Maison forte                                    | Château de Cachard                            | Boffres                     |                                          | | 44° 33′ 45″ nord, 4° 24′ 55″ est |                       |
|                                                 | Château de Carret                             | Sarras                      |                                          | |                                  |                       |
|                                                 | Château de Castelas                           | Saint-André-de-Cruzières    |                                          | |                                  |                       |
|                                                 | Château de Casteljau                          | Berrias-et-Casteljau        |                                          | |                                  |                       |
|                                                 | Château de Castrevieille                      | Jaujac                      |                                          | | 44° 22′ 52″ nord, 4° 09′ 06″ est |                       |
|                                                 | Château des Célestins                         | Colombier-le-Cardinal       | Classé MH (1963) · Notice no PA00116690  | Château-monastère | 44° 09′ 38″ nord, 4° 26′ 29″ est |                       |
|                                                 | Château du Cellier                            | Saint-Fortunat-sur-Eyrieux  |                                          | |                                  |                       |
|                                                 | Château de Chabriol                           | Marcols-les-Eaux            |                                          | |                                  |                       |
| Château fort · Renaissance                      | Château de Chambonas                          | Chambonas                   | Classé MH (1963) · Notice no PA00116681  | | 44° 15′ 02″ nord, 4° 04′ 27″ est |                       |
|                                                 | Château de Champ-la-Lioure                    | Chomérac                    |                                          | |                                  |                       |
|                                                 | Château des Chanels                           | Payzac                      |                                          | |                                  |                       |
| Ruine ou disparu                                | Tour de Chapdenac                             | Barnas                      |                                          | |                                  |                       |
| Ruine ou disparu                                | Château de Chapdenac                          | Thueyts                     |                                          | Reste d'une tour du château en ruines                                                                                             |                                  |                       |
|                                                 | Château de Charay                             | La Souche                   |                                          | Démantelé à la Révolution ; seul subsiste une tour unique                                                                         | 44° 22′ 25″ nord, 4° 07′ 18″ est |                       |
|                                                 | Château de Charbonnel                         | Vinezac                     |                                          | Hôtel restaurant, renommé "La Bastide du Soleil"                                                                                  | 44° 19′ 19″ nord, 4° 11′ 35″ est |                       |
| Ruine ou disparu                                | Château de Charmes-sur-Rhône                  | Charmes-sur-Rhône           |                                          | |                                  |                       |
|                                                 | Château du Charnève                           | Saint-Montan                |                                          | |                                  |                       |
|                                                 | Château de Chassagnes                         | Les Vans                    | Inscrit MH (2007) · Notice no PA07000014 | | 44° 14′ 39″ nord, 4° 06′ 02″ est |                       |
|                                                 | Château de Chastanet                          | Valgorge                    |                                          | |                                  |                       |
| Ruine ou disparu                                | Château du Chastelas                          | Grospierres                 |                                          | |                                  |                       |
| Ruine ou disparu                                | Donjon de Chastelas                           | Jaujac                      |                                          | |                                  |                       |
|                                                 | Château Le Chastelas                          | Saint-Thomé                 |                                          | |                                  |                       |
| Manoir, gentilhommière                          | Château Les Châtaigners                       | Annonay                     |                                          | |                                  |                       |
|                                                 | Château de Châteaubourg                       | Châteaubourg                |                                          | | 44° 35′ 42″ nord, 4° 30′ 15″ est |                       |
|                                                 | Château de Châteauneuf-de-Vernoux             | Châteauneuf-de-Vernoux      |                                          | |                                  |                       |
| Ruine ou disparu                                | Château de Châteauneuf en Boutières           | Saint-Julien-Boutières      |                                          | |                                  |                       |
|                                                 | Château de Chaussy                            | Ruoms                       |                                          | Aujourd'hui un gîte |                                  |                       |
|                                                 | Château de Chavagnac                          | Lemps                       |                                          | | 44° 03′ 01″ nord, 4° 27′ 46″ est |                       |
| Château fort                                    | Château de Chazotte                           | Arlebosc                    | Inscrit MH (1981) · Notice no PA00116627 | | 45° 01′ 17″ nord, 4° 23′ 37″ est |                       |
|                                                 | Château de La Cheysserie                      | Saint-Sauveur-de-Montagut   |                                          | |                                  |                       |
|                                                 | Château du Chevalier                          | Saint-Vincent-de-Barrès     |                                          | |                                  |                       |
|                                                 | Château de Cheylus                            | Flaviac                     |                                          | |                                  |                       |
|                                                 | Château de La Chèze                           | Le Cheylard                 |                                          | | 44° 32′ 31″ nord, 4° 15′ 05″ est |                       |
|                                                 | Château de Chirol                             | Saint-Victor                |                                          | |                                  |                       |
|                                                 | Château de Chomérac                           | Chomérac                    |                                          | |                                  |                       |
| Maison forte                                    | Château de Clavières                          | Saint-Agrève                |                                          | | 44° 00′ 36″ nord, 4° 14′ 34″ est |                       |
| Manoir, gentilhommière                          | Château Clément (Château de la Chataigneraie) | Vals-les-Bains              |                                          | XIXe siècle, petit château Belle Époque, aujourd'hui hôtel de luxe.                                                               | 44° 39′ 19″ N, 4° 22′ 18″ E      |                       |
|                                                 | Château de Collans                            | Silhac                      |                                          | |                                  |                       |
| Manoir, gentilhommière                          | Manoir du Colombier                           | Annonay                     |                                          | |                                  |                       |
| Château fort                                    | Château de Colombier-le-Vieux                 | Colombier-le-Vieux          | Inscrit MH (1927) · Notice no PA00116692 | | 45° 02′ 05″ nord, 4° 25′ 13″ est |                       |
|                                                 | Château du comte d'Antraigues                 | Labastide-sur-Bésorgues     |                                          | |                                  |                       |
|                                                 | Château de Conchis                            | Genestelle                  |                                          | |                                  |                       |
|                                                 | Château de Corsas                             | Saint-Victor                |                                          | |                                  |                       |
| Maison forte                                    | Maison forte de La Coste                      | Villeneuve-de-Berg          |                                          | |                                  |                       |
|                                                 | Château Le Côteau                             | Annonay                     |                                          | |                                  |                       |
|                                                 | Château de Craux                              | Genestelle                  | Classé MH (1981) · Notice no PA00116707  | | 44° 25′ 26″ nord, 4° 13′ 21″ est |                       |
| Maison forte                                    | Château de Crozat                             | Alboussière                 |                                          | | 44° 33′ 37″ nord, 4° 26′ 27″ est |                       |
| Château fort · Ruine ou disparu                 | Château de Cruas (Château des Moines)         | Cruas                       | Classé MH (1912) · Notice no PA00116700  | XIIe et XVe siècles | 44° 39′ 21″ N, 4° 45′ 39″ E      |                       |
| Château fort · Ruine ou disparu                 | Château de Crussol                            | Saint-Péray                 | Inscrit MH (1927) · Notice no PA00116800 | | 44° 33′ 44″ nord, 4° 30′ 39″ est |                       |
|                                                 | Château de Déomas                             | Annonay                     |                                          | Château fin XIXe siècle | 45° 09′ 07″ nord, 4° 24′ 09″ est |                       |
|                                                 | Château de Désaignes                          | Désaignes                   | Classé MH (1933) · Notice no PA00116703  | | 44° 35′ 40″ nord, 4° 18′ 18″ est |                       |
|                                                 | Commanderie de Devesset                       | Devesset                    | Inscrit MH (1980) Notice n° PA00116705   | Commanderie Hospitalière. XIe siècle.                                                                                             | 45° 04′ 04″ nord, 4° 23′ 29″ est |                       |
|                                                 | Château de Devèze                             | Vernon                      |                                          | |                                  |                       |
|                                                 | Château de Dol                                | Gilhoc-sur-Ormèze           |                                          | | 44° 58′ 23″ nord, 4° 42′ 59″ est |                       |
| Ruine ou disparu                                | Château du Don                                | Marcols-les-Eaux            |                                          | |                                  |                       |
| Ruine ou disparu                                | Château Durtail                               | Saint-Romain-de-Lerps       |                                          | | 44° 35′ 37″ nord, 4° 29′ 38″ est |                       |
|                                                 | Château d'Ebbo                                | Vallon-Pont-d'Arc           |                                          | |                                  |                       |
| Château fort                                    | Château d'Entrevaux                           | Saint-Priest                |                                          | | 44° 25′ 32″ nord, 4° 19′ 58″ est |                       |
| Palais · Résidence épiscopale                   | Palais épiscopal de Viviers                   | Viviers                     | Classé MH (1989) · Notice no IA00048144  | | 44° 17′ 06″ nord, 4° 24′ 46″ est |                       |
| Forteresse, fort(ification) · Édifice religieux | Palais des évêques de Bourg-Saint-Andéol      | Bourg-Saint-Andéol          | Classé MH (1946) · Notice no PA00116676  | XVIe et XVIIe siècles | 44° 22′ 22″ N, 4° 38′ 49″ E      |                       |
|                                                 | Château de Fages                              | Chazeaux                    |                                          | |                                  |                       |
|                                                 | Château du Fau                                | Burzet                      |                                          | |                                  |                       |
|                                                 | Château de Faugères                           | Faugères                    |                                          | |                                  |                       |
|                                                 | Château des Faugs                             | Boffres                     | Inscrit MH (1991) · Notice no PA00116873 | | 44° 33′ 02″ nord, 4° 24′ 17″ est |                       |
|                                                 | Château de la Faurie                          | Saint-Alban-d'Ay            |                                          | |                                  |                       |
| Manoir, gentilhommière                          | Château Fély                                  | Roiffieux                   |                                          | |                                  |                       |
|                                                 | Château de Fontager                           | Saint-Romain-d'Ay           |                                          | |                                  |                       |
|                                                 | Château de Fontblachère                       | Saint-Lager-Bressac         |                                          | |                                  |                       |
|                                                 | Château de Font-Réal                          | Saint-Jean-Chambre          |                                          | |                                  |                       |
|                                                 | Château de Fort-Mahon                         | Flaviac                     |                                          | |                                  |                       |
|                                                 | Château de Fougerolles                        | Aizac                       |                                          | |                                  |                       |
|                                                 | Château de Gallimard                          | Burzet                      |                                          | |                                  |                       |
| Manoir, gentilhommière                          | Château de La Garde                           | Roiffieux                   |                                          | |                                  |                       |
|                                                 | Château de Gaud                               | Labastide-de-Virac          |                                          | |                                  |                       |
|                                                 | Château de Gaud                               | Saint-Remèze                |                                          | |                                  |                       |
| Manoir, gentilhommière                          | Château Les Genêts                            | Annonay                     |                                          | |                                  |                       |
|                                                 | Château de Gerlande                           | Vanosc                      |                                          | |                                  |                       |
|                                                 | Château de La Gorce                           | Lagorce                     |                                          | |                                  |                       |
|                                                 | Château de Gourdan                            | Saint-Clair                 | Inscrit MH (1967) · Notice no PA00116779 | | 45° 09′ 48″ nord, 4° 24′ 57″ est |                       |
| Manoir, gentilhommière                          | Manoir du Grail                               | Devesset                    | Notice no IA07000086                     | |                                  |                       |
| Manoir, gentilhommière                          | Manoir du Grand Murier                        | Annonay                     |                                          | |                                  |                       |
|                                                 | Château de Granoux                            | Saint-Lager-Bressac         |                                          | |                                  |                       |
|                                                 | Château de Gras                               | Gras                        |                                          | |                                  |                       |
|                                                 | Château de Griottier                          | Saint-Romain-d'Ay           |                                          | | 45° 10′ 07″ nord, 4° 41′ 06″ est |                       |
|                                                 | Château de Grillou                            | Rosières                    |                                          | |                                  |                       |
|                                                 | Château de Grozon                             | Saint-Barthélemy-Grozon     |                                          | |                                  |                       |
|                                                 | Château de Guignebert                         | Saint-Martin-de-Valamas     |                                          | |                                  |                       |
| Château fort                                    | Château de Hautségur                          | Meyras                      | Inscrit MH (1937) · Notice no PA00116730 | | 44° 24′ 19″ nord, 4° 09′ 36″ est |                       |
| Château fort                                    | Château de Hautvillars                        | Silhac                      | Inscrit MH (1952) · Notice no PA00116820 | | 44° 30′ 49″ nord, 4° 21′ 40″ est |                       |
|                                                 | Château de Hauteville                         | Saint-Laurent-du-Pape       |                                          | |                                  |                       |
| Ruine ou disparu                                | Château d'Iserand                             | Sécheras                    |                                          | |                                  |                       |
| Commanderie                                     | Château de Jalès                              | Berrias-et-Casteljau        | Inscrit MH (1981) · Notice no PA00116646 | XIIe et XVIIIe siècles | 44° 22′ 13″ N, 4° 13′ 20″ E      |                       |
|                                                 | Château de Japperenard                        | Roiffieux                   |                                          | | 44° 07′ 57″ nord, 4° 23′ 03″ est |                       |
| Château fort                                    | Château de Joannas                            | Joannas                     | Inscrit MH (1985) · Notice no PA00116712 | | 44° 20′ 07″ nord, 4° 09′ 03″ est |                       |
| Maison forte                                    | Château de Joviac                             | Rochemaure                  | Classé MH (2007) · Notice no PA00116871  | | 44° 20′ 25″ nord, 4° 24′ 41″ est |                       |
| Renaissance                                     | Château de Joyeuse                            | Joyeuse                     | Inscrit MH (1988) · Notice no PA00116713 | | 44° 17′ 05″ nord, 4° 08′ 33″ est |                       |
|                                                 | Château Jullien                               | Vinezac                     |                                          | Château "composite" bâti dans son ensemble à différentes époques, du XIIIe siècle au XVIIe siècle.                                | 44° 19′ 18″ nord, 4° 11′ 35″ est |                       |
| Ruine ou disparu                                | Château de Lanas                              | Lanas                       |                                          | Détruit |                                  |                       |
|                                                 | Château de Labeaume                           | Labeaume                    |                                          | |                                  |                       |
|                                                 | Château Lacour                                | Saint-Agrève                |                                          | | 45° 00′ 13″ nord, 4° 15′ 04″ est |                       |
| Maison forte                                    | Maison forte de Lajavelier                    | Villeneuve-de-Berg          |                                          | |                                  |                       |
|                                                 | Château de Lafarge                            | Viviers                     |                                          | |                                  |                       |
| Château fort                                    | Château de Lamothe                            | Chassiers                   | Inscrit MH (1988) · Notice no PA00116687 | | 44° 19′ 32″ nord, 4° 10′ 29″ est |                       |
| Château fort                                    | Château de Largentière                        | Largentière                 | Inscrit MH (1927) · Notice no PA00116718 | | 44° 19′ 50″ nord, 4° 09′ 55″ est |                       |
|                                                 | Château de Larque                             | Banne                       |                                          | | 44° 22′ 04″ nord, 4° 10′ 16″ est |                       |
|                                                 | Château Laurent                               | Arcens                      |                                          | |                                  |                       |
| Domaine viticole                                | Château des Lèbres                            | Banne                       |                                          | |                                  |                       |
|                                                 | Château de Lemps                              | Lemps                       |                                          | Ancienne ferme devenue maison d'hôtes.                                                                                            | 45° 03′ 46″ nord, 4° 27′ 18″ est |                       |
| Manoir, gentilhommière                          | Château Leynier                               | Annonay                     |                                          | |                                  |                       |
|                                                 | Château de Liviers                            | Lyas                        |                                          | |                                  |                       |
|                                                 | Château de Logères                            | Joannas                     |                                          | | 44° 20′ 29″ nord, 4° 09′ 04″ est |                       |
|                                                 | Château de La Lombardière                     | Davézieux                   |                                          | |                                  |                       |
| Ruine ou disparu                                | Château de Mahun                              | Saint-Symphorien-de-Mahun   |                                          | Détruit en 1420, il ne reste que quelques pans de murs. Situé sur une propriété privée.                                           |                                  |                       |
| Villa                                           | Château de Marc Seguin                        | Annonay                     |                                          | Il ne s'agit pas d'un château à proprement parler, mais d'un ensemble de demeures et de bâtiments connu sous le nom de "château". |                                  |                       |
| Château fort                                    | Château de Maisonseule                        | Saint-Basile                | Inscrit MH (1983) · Notice no PA00116778 | | 44° 34′ 13″ nord, 4° 20′ 05″ est |                       |
| Ruine ou disparu                                | Château de Malbosc                            | Malbosc                     |                                          | |                                  |                       |
|                                                 | Château de Maleval                            | Mars                        |                                          | |                                  |                       |
|                                                 | Château de Malgaray                           | Arlebosc                    |                                          | |                                  |                       |
|                                                 | Château de Manoha                             | Ardoix                      |                                          | |                                  |                       |
|                                                 | Château de Mantelin                           | Saint-Victor                |                                          | |                                  |                       |
|                                                 | Château de Mars                               | Boulieu-lès-Annonay         |                                          | |                                  |                       |
| Château fort                                    | Château du Mas                                | Davézieux                   |                                          | |                                  |                       |
|                                                 | Château de Mauras                             | Chomérac                    |                                          | Propriété privée proposant des chambres d’hôtes                                                                                   |                                  |                       |
| Ruine ou disparu                                | Château de Mayres                             | Mayres                      |                                          | |                                  |                       |
|                                                 | Château de Maza                               | Le Cheylard                 |                                          | |                                  |                       |
|                                                 | Château du Mein                               | Félines                     |                                          | |                                  |                       |
| Château fort                                    | Château de Meyret                             | Toulaud                     |                                          | | 44° 54′ 54″ nord, 4° 50′ 35″ est |                       |
| Ruine ou disparu                                | Tour de Mirabel                               | Mirabel                     | Inscrit MH (1972) · Notice no PA00116733 | | 44° 21′ 47″ nord, 4° 17′ 44″ est |                       |
|                                                 | Château de Mircouly                           | Annonay                     |                                          | |                                  |                       |
|                                                 | Château de Monestier                          | Monestier                   |                                          | |                                  |                       |
|                                                 | Château de Montagut                           | Saint-Sauveur-de-Montagut   |                                          | |                                  |                       |
|                                                 | Château de Montanet                           | Peaugres                    |                                          | |                                  |                       |
| Maison forte                                    | Château de Montivert                          | Saint-André-en-Vivarais     | Inscrit MH (2007) · Notice no PA07000013 | Maison forte dont la construction totale s'est étalée sur sept siècles (du XIIIe au XIXe siècle).                                 | 45° 04′ 25″ nord, 4° 14′ 03″ est |                       |
|                                                 | Château de Montréal                           | Montréal                    | Inscrit MH (2000) · Notice no PA07000007 | | 44° 18′ 52″ nord, 4° 10′ 24″ est |                       |
| Château fort                                    | Château de Montseveny                         | Prades                      | Inscrit MH (2001) · Notice no PA07000008 | | 44° 22′ 50″ nord, 4° 11′ 03″ est |                       |
| Ruine ou disparu                                | Château des Moines                            | Cruas                       | Classé MH (1912) · Notice no PA00116700  | | 44° 23′ 32″ nord, 4° 27′ 14″ est |                       |
| Ruine ou disparu                                | Château de Mordane                            | Saint-Barthélemy-le-Plain   |                                          | |                                  |                       |
| Renaissance                                     | Château de La Motte                           | Accons                      |                                          | |                                  |                       |
| Ruine ou disparu                                | Château de La Motte                           | Vinezac                     |                                          | |                                  |                       |
|                                                 | Château de Munas                              | Saint-Romain-d'Ay, Ardoix   |                                          | | 45° 10′ 19″ nord, 4° 42′ 51″ est |                       |
|                                                 | Château de La Mure                            | Peaugres                    |                                          | |                                  |                       |
| Hôtel particulier                               | Tour Nicolaï (Hôtel Nicolai)                  | Bourg-Saint-Andéol          | Inscrit MH (1926) · Notice no PA00116671 | XVe siècle | 44° 22′ 18″ N, 4° 38′ 48″ E      |                       |
| Manoir, gentilhommière                          | Manoir d'Olagne                               | Annonay                     |                                          | |                                  |                       |
| Ruine ou disparu                                | Tour d'Oriol                                  | Ardoix                      |                                          | |                                  |                       |
| Ruine ou disparu                                | Château de l'Ourse                            | Viviers                     |                                          | |                                  |                       |
| Château fort                                    | Château de Pampelonne                         | Saint-Martin-sur-Lavezon    | Inscrit MH (1981) · Notice no PA00116796 | | 44° 22′ 33″ nord, 4° 23′ 42″ est |                       |
|                                                 | Château Périer                                | Boffres                     |                                          | |                                  |                       |
| Manoir, gentilhommière                          | Château du Perrier                            | Châteauneuf-de-Vernoux      |                                          | |                                  |                       |
| Ruine ou disparu                                | Château de Peychelard                         | Lamastre                    |                                          | | 44° 35′ 09″ nord, 4° 20′ 41″ est |                       |
| Château fort                                    | Château de Peyraud                            | Peyraud                     |                                          | | 45° 10′ 54″ nord, 4° 28′ 14″ est |                       |
| Ruine ou disparu                                | Château de Peyres                             | Burzet                      |                                          | |                                  |                       |
| Ruine ou disparu                                | Château de Pierregourde                       | Gilhac-et-Bruzac            |                                          | | 44° 30′ 39″ nord, 4° 26′ 34″ est |                       |
| Maison forte · Château fort                     | Château de Pierregrosse                       | Saint-Alban-d'Ay            |                                          | Château des XVe – XVIe siècles édifié sur une ancienne maison forte du XIIe siècle.                                               | 45° 06′ 40″ nord, 4° 23′ 01″ est |                       |
| Maison forte                                    | Château du Pin                                | Fabras                      |                                          | | 44° 23′ 26″ nord, 4° 10′ 25″ est |                       |
| Manoir, gentilhommière                          | Château Les Pins                              | Annonay                     |                                          | |                                  |                       |
| Ruine ou disparu                                | Château de La Plagne                          | Saint-Jean-le-Centenier     |                                          | |                                  |                       |
|                                                 | Château du Plantier                           | Saint-Alban-d'Ay            |                                          | |                                  |                       |
|                                                 | Château de Pourrat                            | Davézieux                   |                                          | |                                  |                       |
| Ruine ou disparu                                | Château de Pourcheyrolles                     | Montpezat-sous-Bauzon       |                                          | |                                  |                       |
|                                                 | Château de Pouyol                             | Saint-Victor                |                                          | |                                  |                       |
|                                                 | Château du Pradel                             | Mirabel                     |                                          | |                                  |                       |
|                                                 | Château Pradelle                              | Bourg-Saint-Andéol          |                                          | |                                  |                       |
|                                                 | Château de Pralong                            | Satillieu                   |                                          | |                                  |                       |
| Maison forte                                    | Château du Praron                             | Lemps                       |                                          | | 45° 03′ 46″ nord, 4° 27′ 20″ est |                       |
|                                                 | Château de Pras                               | Saint-Pierreville           |                                          | |                                  |                       |
| Manoir, gentilhommière                          | Manoir Pré-Prieur                             | Annonay                     |                                          | |                                  |                       |
|                                                 | Château des Prés                              | Eclassan                    |                                          | |                                  |                       |
|                                                 | Château des Prés                              | Ozon                        |                                          | |                                  |                       |
|                                                 | Château de Pugnères                           | Joannas                     |                                          | |                                  |                       |
| Manoir, gentilhommière                          | Manoir de Rebaulon                            | Annonay                     |                                          | |                                  |                       |
| Ruine ou disparu                                | Château de Retourtour                         | Lamastre                    |                                          | | 44° 35′ 34″ nord, 4° 20′ 07″ est |                       |
| Château fort · Ruine ou disparu                 | Château de Revirand                           | Sarras                      |                                          | | 45° 11′ 40″ N, 4° 47′ 50″ E      |                       |
| Maison forte                                    | Château des Rieux                             | Saint-Alban-d'Ay            |                                          | | 45° 06′ 40″ nord, 4° 22′ 57″ est |                       |
| Château fort                                    | Château de la Rivoire                         | Vanosc                      | Inscrit MH (2001) · Notice no PA07000009 | | 45° 07′ 58″ nord, 4° 20′ 04″ est |                       |
| Ruine ou disparu                                | Château de Rochebloine                        | Nozières                    |                                          | | 45° 02′ 20″ nord, 4° 31′ 11″ est |                       |
| Ruine ou disparu                                | Château de Rochebonne                         | Saint-Martin-de-Valamas     |                                          | | 44° 33′ 53″ nord, 4° 14′ 28″ est |                       |
| Domaine viticole                                | Château de Rochecolombe                       | Bourg-Saint-Andéol          |                                          | | 44° 14′ 09″ nord, 4° 22′ 32″ est |                       |
| Ruine ou disparu                                | Château de Rochecolombe                       | Rochecolombe                |                                          | | 44° 18′ 38″ nord, 4° 15′ 42″ est |                       |
| Ruine ou disparu                                | Château de Rochefort                          | Saint-Félicien              |                                          | |                                  |                       |
| Ruine ou disparu                                | Château de Rochemaure                         | Rochemaure                  | Classé MH (1924) · Notice no PA00116757  | | 44° 21′ 05″ nord, 4° 25′ 12″ est |                       |
|                                                 | Château de Rochemure                          | Jaujac                      |                                          | Siège du Parc naturel régional des Monts d’Ardèche                                                                                |                                  |                       |
|                                                 | Château de Rochemure                          | Ailhon                      |                                          | |                                  |                       |
|                                                 | Château de Rocher                             | Rocher                      |                                          | |                                  |                       |
|                                                 | Château de Rochessauve                        | Rochessauve                 |                                          | |                                  |                       |
|                                                 | Château des Romaneaux                         | Arlebosc                    |                                          | |                                  |                       |
|                                                 | Château de Rosières                           | Saint-Félicien              |                                          | | 45° 04′ 59″ nord, 4° 36′ 25″ est |                       |
|                                                 | Château de Roubiac                            | Champis                     |                                          | Du manoir il ne reste qu'une tour ronde et le départ d'un corps de logis avec des fenêtres à meneaux.                             |                                  |                       |
| Château fort · Renaissance                      | Château des Roure                             | Labastide-de-Virac          | Classé MH (1978) · Notice no PA00116717  | Musée | 44° 12′ 37″ nord, 4° 14′ 27″ est |                       |
|                                                 | Château du Roux                               | Marcols-les-Eaux            |                                          | |                                  |                       |
| Maison forte                                    | Maison forte du Ruissas                       | Colombier-le-Vieux          | Inscrit MH (1996) · Notice no PA07000001 | | 45° 02′ 56″ nord, 4° 41′ 25″ est |                       |
| Ruine ou disparu                                | Château de Saint-Alban                        | Saint-Julien-en-Saint-Alban |                                          | |                                  |                       |
| Ruine ou disparu                                | Château de Saint-Cirgues-en-Montagne          | Saint-Cirgues-en-Montagne   |                                          | |                                  |                       |
|                                                 | Château de Saint-Laurent-sous-Coiron          | Saint-Laurent-sous-Coiron   |                                          | |                                  |                       |
| Manoir, gentilhommière                          | Château Saint-Marc                            | Annonay                     |                                          | |                                  |                       |
| Ruine ou disparu                                | Château de Saint-Marcel-de-Crussol            | Saint-Georges-les-Bains     |                                          | |                                  |                       |
|                                                 | Château de Saint Maurice                      | Baix                        |                                          | Château construit au XIXe siècle, appelé aussi "le Sourd".                                                                        | 44° 43′ 04″ nord, 4° 44′ 55″ est |                       |
| Château fort                                    | Château de Saint-Montan                       | Saint-Montan                |                                          | | 44° 15′ 45″ nord, 4° 22′ 21″ est |                       |
|                                                 | Château de Saint Quentin                      | Flaviac                     |                                          | |                                  |                       |
|                                                 | Château de Saint-Romain-d'Ay                  | Saint-Romain-d'Ay           |                                          | |                                  |                       |
| Ruine ou disparu                                | Château de Saint-Sauveur-de-Cruzières         | Saint-Sauveur-de-Cruzières  |                                          | |                                  |                       |
|                                                 | Château de Saint-Sylvestre                    | Saint-Sylvestre             |                                          | |                                  |                       |
| Château fort                                    | Château de Saint-Thomé                        | Saint-Thomé                 | Inscrit MH (2006) · Notice no PA07000011 | | 44° 18′ 01″ nord, 4° 22′ 21″ est |                       |
|                                                 | Château de Saint-Vincent-de-Barrès            | Saint-Vincent-de-Barrès     |                                          | |                                  |                       |
|                                                 | Château de Salavas                            | Salavas                     |                                          | |                                  |                       |
|                                                 | Château de Sampzon                            | Sampzon                     |                                          | |                                  |                       |
|                                                 | Château de Sarras                             | Sarras                      |                                          | |                                  |                       |
| Édifice religieux                               | Château de Satillieu                          | Satillieu                   | Inscrit MH (1974) · Notice no PA00116816 | Cet édifice n'est pas un vrai château, mais un presbytère.                                                                        | 45° 05′ 25″ nord, 4° 23′ 42″ est |                       |
| Manoir, gentilhommière                          | Château de la Saumès                          | Lablachère                  |                                          | |                                  |                       |
|                                                 | Château des Sauvages                          | Désaignes                   |                                          | |                                  |                       |
|                                                 | Château du Scipionniet                        | Les Vans                    |                                          | |                                  | Chateau du Scipionnet |
| Domaine viticole                                | Château de la Selve                           | Grospierres                 |                                          | | 44° 14′ 03″ nord, 4° 09′ 10″ est |                       |
|                                                 | Château de Semoline                           | Prunet                      |                                          | |                                  |                       |
| Ruine ou disparu                                | Château de Serray                             | Préaux                      |                                          | |                                  |                       |
|                                                 | Château de Sibleyras                          | Saint-Pierreville           |                                          | |                                  |                       |
| Ruine ou disparu                                | Château de Solignac                           | Gilhoc-sur-Ormèze           |                                          | | 44° 58′ 32″ nord, 4° 39′ 29″ est |                       |
|                                                 | Château de Soras                              | Saint-Cyr                   |                                          | |                                  |                       |
|                                                 | Château de Soubeyran                          | Saint-Barthélemy-Grozon     |                                          | | 44° 34′ 20″ nord, 4° 22′ 30″ est |                       |
|                                                 | Château de Souchet                            | La Voulte-sur-Rhône         |                                          | |                                  |                       |
|                                                 | Château de Suzeux                             | Plats                       |                                          | |                                  |                       |
| Maison forte                                    | Château de Tauriers                           | Tauriers                    | Inscrit MH (1926) · Notice no PA00116719 | | 44° 19′ 25″ nord, 4° 10′ 22″ est |                       |
| Ruine ou disparu                                | Château du Teil                               | Le Teil                     |                                          | |                                  |                       |
|                                                 | Château de Thorrenc                           | Thorrenc                    | Inscrit MH (1950) · Notice no PA00116825 | Ancien édifice militaire reconverti en habitation.                                                                                | 45° 08′ 28″ nord, 4° 27′ 15″ est |                       |
|                                                 | Château de La Tour                            | Saint-Pierreville           |                                          | |                                  |                       |
| Ruine ou disparu                                | Château de La Tourette                        | Vernoux-en-Vivarais         | Inscrit MH (1996) · Notice no PA07000002 | | 44° 31′ 21″ nord, 4° 23′ 30″ est |                       |
|                                                 | Château de Tournay                            | Beauvène                    |                                          | |                                  |                       |
| Château fort · Renaissance                      | Château de Tournon                            | Tournon-sur-Rhône           | Classé MH (1927) · Notice no PA00116828  | | 45° 02′ 26″ nord, 4° 29′ 43″ est |                       |
| Manoir, gentilhommière                          | Manoir de la Tune                             | Annonay                     |                                          | |                                  |                       |
| Ruine ou disparu                                | Château d'Ucel                                | Ucel                        |                                          | |                                  |                       |
|                                                 | Château d'Urbillac                            | Lamastre                    |                                          | Aujourd'hui hôtel de charme. |                                  |                       |
|                                                 | Château d'Uzer                                | Uzer                        |                                          | Aujourd'hui maison d'hôte de charme.                                                                                              |                                  |                       |
|                                                 | Château de Valoubières                        | Planzolles                  |                                          | |                                  |                       |
|                                                 | Château de Vaneilles                          | Alissas                     |                                          | Ne subsiste aujourd'hui qu’une tour.                                                                                              | 44° 42′ 26″ nord, 4° 38′ 14″ est |                       |
| Maison forte                                    | Maison forte de Varagnes                      | Annonay                     |                                          | |                                  |                       |
|                                                 | Château de Vaussèche                          | Vernoux-en-Vivarais         | Classé MH (1981) · Notice no PA00116845  | | 44° 32′ 32″ nord, 4° 21′ 57″ est |                       |
|                                                 | Château de Vallon-Pont-d'Arc                  | Vallon-Pont-d'Arc           | Classé MH (1946) · Notice no PA00116841  | XVIIe siècle. Actuel hôtel de ville                                                                                               | 44° 14′ 33″ nord, 4° 14′ 03″ est |                       |
| Château fort                                    | Château de Ventadour                          | Meyras                      | Inscrit MH (1937) · Notice no PA00116731 | | 44° 24′ 04″ nord, 4° 10′ 17″ est |                       |
| Maison forte                                    | Château du Vergier                            | Désaignes                   |                                          | Aujourd'hui chambres d'hôtes |                                  |                       |
|                                                 | Château de la Vernade                         | Chassiers                   |                                          | Actuel hôtel de ville | 44° 19′ 33″ nord, 4° 10′ 29″ est |                       |
|                                                 | Château de Versas                             | Sanilhac                    | Inscrit MH (1927) · Notice no PA00116813 | | 44° 18′ 45″ nord, 4° 07′ 15″ est |                       |
| Maison forte                                    | Maison forte de Villeneuve-Graillouse         | Lachapelle-Graillouse       |                                          | |                                  |                       |
| Château fort · Ruine ou disparu                 | Château de Vinezac                            | Vinezac                     |                                          | | 44° 32′ 17″ N, 4° 19′ 30″ E      |                       |
| Domaine viticole                                | Château de Vinsas                             | Bourg-Saint-Andéol          |                                          | | 44° 12′ 18″ nord, 4° 19′ 31″ est |                       |
| Château fort                                    | Château de Vocance                            | Vocance                     | Inscrit MH (1986) · Notice no PA00116867 | | 45° 07′ 16″ nord, 4° 19′ 55″ est |                       |
| Château fort · Renaissance                      | Château de Vogüé                              | Vogüé                       | Inscrit MH (1943) · Notice no PA00116868 | | 44° 19′ 49″ nord, 4° 14′ 42″ est |                       |
| Renaissance                                     | Château de la Voulte-sur-Rhône                | La Voulte-sur-Rhône         | Classé MH (1923) · Notice no PA00116869  | | 44° 28′ 48″ nord, 4° 14′ 47″ est |                       |